# 브룩 볼드윈
브룩 볼드윈 (Brooke Baldwin, 1979년 7월 12일 ~ ) 은 미국의 언론인, 앵커이다.